# Macugnaga
Macugnaga (alemany Makanaa) és un municipi italià, situat a la regió del Piemont. Es troba al vessant oriental del Mont Rosa (4.634 m, el segon pic més alt d'Europa). L'any 2007 tenia 639 habitants. És un dels municipis de la minoria walser. Limita amb els municipis d'Alagna Valsesia (VC), Carcoforo (VC), Ceppo Morelli, Rima San Giuseppe (VC), Saas Almagell (Suïssa) i Zermatt (Suïssa)

## Administració
| Període | Identitat                 | Partit |
| ------- | ------------------------- | ------ |
| 2004-   | Giovanna Boldini in Vacca |        |

## Situació de l'alemany al Municipi
Situació segons un estudi fet per la Università degli Studi Gabriele D'Annunzio de Pescara el 1999.
| Any  | Població | parlants actius | Parlants passius |
| 1974 | 760      | 94 (12,4%)      | -                |
| 1993 | 623      | 94 (15,1%)      | 30 (4,8%)        |
| 1996 | 630      | 86 (13,7%)      | 30 (4,8%)        |